# Ансли (Небраска)
Ансли (енгл. Ansley) град је у америчкој савезној држави Небраска.

## Демографија
По попису из 2010. године број становника је 441, што је 79 (-15,2%) становника мање него 2000. године.
| Група             | 2000.       | 2010.       |
| Белци             | 510 (98,1%) | 432 (98,0%) |
| Афроамериканци    | 0 (0,0%)    | 0 (0,0%)    |
| Азијати           | 0 (0,0%)    | 0 (0,0%)    |
| Хиспаноамериканци | 8 (1,5%)    | 6 (1,4%)    |
| Укупно            | 520         | 441         |